# سامورچای
سامورچای (به ترکی آذربایجانی: Samurçay) یک منطقه مسکونی در جمهوری آذربایجان است که در شهرستان خاچماز و در دهیاری نابران واقع شده‌است.